# Suregada racemulosa
Suregada racemulosa là một loài thực vật có hoa trong họ Đại kích. Loài này được (Merr.) Croizat miêu tả khoa học đầu tiên năm 1942.